# Sächsische IX V
Als Gattung IX {\displaystyle \textstyle {\mathfrak {V}}} und IX {\displaystyle \textstyle {\mathfrak {HV}}} bezeichneten die Königlich Sächsischen Staatseisenbahnen vierfach gekuppelte Schlepptenderlokomotiven für den Güterzugdienst. Die Lokomotiven entstanden als Nassdampf- (IX V) bzw. als Heißdampf- (IX HV) Varianten.  Die Deutsche Reichsbahn ordnete die Lokomotiven 1925 in die Baureihe 56.5 und 56.6 ein. Sie waren bis 1929 in Betrieb.

## Geschichte
Weil die Königlich Sächsischen Staatseisenbahnen mit den Betriebsergebnissen der Malletlokomotiven der Reihe Sächsische I V unzufrieden waren, wandte sich die Gesellschaft wie andere deutsche Bahnverwaltungen der Achsfolge 1’D zu. Um eine leistungsfähige und gut bogenläufige Maschine zu erhalten, entstand bei Hartmann in Chemnitz diese. Merkmale waren die weit nach hinten gezogene letzte Kuppelachse, die als Klien-Lindner-Hohlachse ausgebildet war, sowie das über dem Lang- und Stehkessel angeordnete Dampfsammelrohr. Dieses war bei Wartungsarbeiten am Stehkessel der Bauart Belpaire hinderlich, sodass es bei später gebauten Ersatzkesseln in den Langkessel verlegt wurde und beide auf dem Kesselscheitel platzierten Dome miteinander verband.
Hartmann lieferte 1902 zwei Probelokomotiven mit den Betriebsnummern 751 und 752. 1904 folgten weitere neun Lokomotiven und 1906 nochmal elf Maschinen (bis Betriebsnummer 770). Die weiteren Lokomotiven wurden 1907 und 1908 als Heißdampf-Variante mit den Betriebsnummern 771–800 gebaut.

## Technische Merkmale
Äußerlich waren beide Konstruktionen durch die unterschiedlichen Schieber eindeutig zu unterscheiden. Die Nassdampfmaschine besaß Flachschieber,  die Heißdampfmaschine Kolbenschieber.
Die Lokomotiven besaßen im Bereich der ersten drei Kuppelradsätze einen Blechinnenrahmen mit 30 mm Blechstärke. Den vierten, weit zurückgezogenen Radsatz hielt ein Außenrahmen mit einer Blechstärke von 25 mm. Der Kurvenlauf wurde durch die weit zurückgezogene Klien-Lindner-Hohlachse sichergestellt, die anderen Kuppelradsätze saßen fest im Rahmen. Die davor angeordnete Laufachse war als Adamsachse ausgebildet und besaß eine Seitenverschiebbarkeit von ±50 mm.

Der genietete Langkessel bestand aus drei Schüssen, der Stehkessel war Bauart Belpaire. Die IX HV besaß einen Überhitzer. Über dem Langkessel war ein 5 m langes Dampfsammelrohr angeordnet, was beide Dome verband. Es sorgte für trockenen Dampf, war aber durch unterschiedliche Längenausdehnung zwischen ihm und dem Kessel oftmals undicht. Bei den Ersatzkesseln wurde Dampfsammelrohr in die Kesselinnenseite versetzt. Auf dem Stehkessel waren drei Sicherheitsventile vor der Führerhauswand angebracht.
Die Lokomotiven besaßen ein Zweizylinder-Verbundtriebwerk, der Hochdruckzylinder war rechts, der Niederdruckzylinder links angeordnet. Angetrieben wurde der dritte Kuppelradsatz. Zum Anfahren war eine spezielle Anfahrvorrichtung Bauart Lindner vorhanden.
Sie waren mit einem handbetätigten Sandstreuer ausgerüstet. Auf dem Kesselscheitel saß ein Sandkasten für den ersten Kuppelradsatz, der dritte Kuppelradsatz hatte seine Sandkästen jeweils rechts und links auf dem Umlauf. Ursprünglich waren die Loks mit einer Dampfbremse versehen. Bei einem späteren Umbau erhielten sie eine Westinghouse-Bremse, abgebremst wurde der erste und dritte Radsatz beidseitig.

## Einsatz
Ihre Laufeigenschaften waren für die zulässige Geschwindigkeit gut, sie sollen auch Eilgüterzüge mit einer Geschwindigkeit von 60 km/h befördert haben. Von der Deutschen Reichsbahn wurden 1925 noch 16 Nassdampflokomotiven mit den Betriebsnummern 56 501–516 und 25 Heißdampflokomotiven mit den Betriebsnummern 56 601–625 übernommen.
Sie wurden noch mit Vorwärmeranlagen und Kolbenspeisepumpen ausgerüstet. Schwachstelle war allerdings die Klien-Lindner-Hohlachse. Durch Wegfall der Seitenverschiebbarkeit wurde die Störanfälligkeit beseitigt. 1929 sind die letzten beiden Lokomotiven beider Gattungen ausgemustert worden.